# 1074
| 1074               |
| ------------------ |
| Dødsfald - Fødsler |
|                    |

| Gregoriansk kalender | 1074 MLXXIV             |
| Ab urbe condita      | 1827                    |
| Armensk kalender     | 523 ԹՎ ՇԻԳ              |
| Kinesiske kalender   | 3770 – 3771 癸丑 – 甲寅 |
| Etiopisk kalender    | 1066 – 1067             |
| Jødisk kalender      | 4834 – 4835             |
| Hindukalendere       |                         |
| - Vikram Samvat      | 1129 – 1130             |
| - Shaka Samvat       | 996 – 997               |
| - Kali Yuga          | 4175 – 4176             |
| Iransk kalender      | 452 – 453               |
| Islamisk kalender    | 466 – 467               |

Konge i Danmark: Svend 2. Estridsen 1047-1076
Se også 1074 (tal)

## Begivenheder
- 9. marts – Pave Gregor 7. ekskommunikerer alle gifte præster af den romersk-katolske kirke.
- Svend Nordmand bliver biskop i Roskilde Domkirke.

## Dødsfald
- 10. Maj – Vilhelm, indviet til biskop i Roskilde i 1060.